# Joel Gustave Nana Ngongang
Joël Gustave Nana Ngongang (1982 - 15 de octubre de 2015), habitualmente conocido como Joel Nana, fue un activista camerunés, uno de los principales activistas africanos a favor de los derechos humanos LGBT y en la lucha contra el VIH/sida. La carrera de Nana como defensor de los derechos humanos ha recorrido diversos países africanos, incluyendo Nigeria, Senegal y Sudáfrica, además de su nativo Camerún.
En la actualidad es director ejecutivo de Africanos por la Salud y los Derechos Sexuales (African Men for Sexual Health and Rights, AMSHeR), una coalición de organizaciones LGBT y HSH originada en y dirigida desde África, que trabajan contra la vulnerabilidad de los hombres que tienen sexo con hombre frente al HIV. Nana también ha trabajado en diversas organizaciones nacionales e internacionales, así como el Africa Research and Policy Associate del International Gay and Lesbian Human Rights Commission (IGLHRC), como miembro de Behind the Mask, una ONG basada en Johannesburgo que publica noticias sobre temas LGBT de África. Ha escrito sobre numerosos temas en dentro del marco del HIV/sida y LGBT, y es un comentarista frecuente en los medios de comunicación.
En 2010, el National Lesbian and Gay Federation (NLGF) de Irlanda le concedió el premio «Activista internacional del año» por su defensa de los derechos LGBT a nivel internacional, premio que se entregaba por primera vez.

## Los «once de Yaundé»
Después de una redada en un bar de Yaundé, la capital de Camerún, en 2005, once hombres fueron detenidos y encarcelados bajo sospechas de homosexualidad, la cual es ilegal en ese país. Nana ha estado especialmente implicado en este tema, dedicando mucho de su trabajo dando a conocer las dificultades por las que pasaron los arrestados. En parte gracias a los resultados de sus esfuerzos, el 10 de octubre de 2006, el Grupo de Trabajo sobre Detención Arbitraria de las Naciones Unidas declaró que la detención de los 11 hombres de Camerún basándose en su supuesta orientación sexual, constituía una privación arbitraria de la liberad, contrario al Pacto Internacional de Derechos Civiles y Políticos.

## Trabajo con organizaciones LGBT africanas
El trabajo de Nana como defensor de los derechos humanos LGBT comenzó en la asociación camerunesa AGALES, donde trabajó de 1999 a 2001. Posteriormente pasó algún tiempo en Nigeria, donde fundó una página web de activismo LGBT para África, volviendo a Camerún durante algunas temporadas para organizar la comunicación y la ayuda a los «once de Yaundé» encarcelados.
En primavera de 2005, fundó, junto con otros dos activistas gay compañeros, Alternatives-Cameroun, una organización de derechos humanos basada en Camerún que lucha contra la homofobia y a favor del fin de la discriminación y el abuso de lesbianas, hombres gais y personas bisexuales y transgénero.

## Colonialismo y una voz africana
Aunque gran parte de su carrera la ha pasado en África occidental, las actividades de Nana se extendieron a todo el continente. «Como africanos, sentimos los vestigios de la larga presencia colonial europea en nuestro continente», dijo. «Lo sentimos cuando otras —occidentales, europeas, "internacionales"— organizaciones LGBT hablan por nosotros y nosotros permanecemos silenciados. Sólo africanos pueden hablar por los africanos.»
Por otro lado, Nana se rebela contra la noción de que la homosexualidad es algo extraño, una importación colonial extranjera, que está extendida en África. En una reciente entrevista con un periodista estadounidense, comentó que «La homosexualidad no es una herencia colonial. Lo [...] perverso es que la parte que es herencia colonial es la homofobia y el odio».
Nana aparecía a menudo en los medios de comunicación como comentador sobre temas LGBT y el VIH/sida, tales como Radio France Internationale (RFI) o Chicago Public Radio.

## Lucha contra el VIH/sida
Su trabajo en el campo del VIH y el sida ha sido paralelo a su implicación en la defensa de los derechos humanos LGBT. 
En Camerún, ha estado activo en diversos esfuerzos de prevención del HIV dirigidos a hombres gais y bisexuales −un grupo de alto riesgo ignorado por las campañas oficiales de prevención del sida del gobierno camerunés. Centrándose en el Día Mundial de la Lucha contra el Sida, el 1 de diciembre, Nana coordinó una campaña de cartas a los ministerios de salud y los comités nacionales de lucha contra el sida de todos los países africanos, apelando a que no ignorasen a los hombres gais y bisexuales en su trabajo.

## Educación y vida privada
Nana hablaba inglés, además de francés, banso y medumba; también ha estudiado alemán y estonio. Ha obtenido su máster en Legislación internacional de Derechos Humanos en la Universidad de Western Cape.